# Viktor Najmon
Viktor Najmon (* 14. března 1975) je český manažer, v letech 2020 až 2023 generální ředitel Úřadu práce ČR.

## Život
V letech 1994 až 2003 vystudoval Evangelickou teologickou fakultu Univerzity Karlovy v Praze (získal titul Mgr.).
Pracovní kariéru započal v letech 1993 až 1994 jako učitel, kdy byl jeho zaměstnavatelem Školský úřad Praha 5, následně v letech 1995 až 1997 vykonával administrativní činnost ve společnosti DHL international. Mezi roky 1999 a 2003 podnikal jako OSVČ a zároveň působil jako poradce v Poslanecké sněmovně PČR.
V letech 2003 až 2006 byl referentem Institutu státní správy při Úřadu vlády ČR. Mezi roky 2006 a 2010 vedl na Ministerstvu práce a sociálních věcí ČR oddělení vzdělávání, vědy a výzkumu. Následně opět krátce podnikal jako OSVČ. Od května 2011 byl ředitelem Odboru kanceláře generálního ředitele Úřadu práce ČR. Má zkušenosti z oblasti řízení lidských zdrojů a vzdělávání dospělých. V letech 2013 a 2014 sponzoroval ODS.
Po rezignaci generální ředitelky Kateřiny Sadílkové vedl od února 2020 ve funkci zastupujícího generálního ředitele Úřad práce ČR. Dne 6. listopadu 2020 byl na základě výsledku výběrového řízení jmenován novým řádným generálním ředitelem úřadu.
Dne 14. února 2023 ho ministr práce a sociálních věcí ČR Marian Jurečka odvolal z funkce generálního ředitele pro dlouhodobou nespokojenost s řízením Úřadu práce. Na místo jeho nástupce vypsalo ministerstvo výběrové řízení, vedením instituce byl dočasně pověřen šéf sekce informačních technologií Karel Trpkoš. V září 2023 se stal novým generálním ředitelem Daniel Krištof.